# سليم طعمه
سليم طعمه (بالعبرية: סלים טועמה‏) (مواليد 9 أغسطس 1979 في اللد) لاعب كرة قدم إسرائيلي دولي يجيد اللعب في خط الوسط . يلعب حاليا لصالح نادي لاريسا اليوناني منذ 2009 .

## مسيرته الكروية
لعب سليم طعمه خلال مسيرته الاحترافية مع 7 أندية في عشرون موسمًا وسجل خلالها 67 هدفًا ضمن 469 مباراة. حيث فاز في خمسة مواسم بالكأس وفي ثلاثة مواسم بالدوري.
خاض سليم طعمه مسيرته مع نادي هابوعيل تل أبيب في موسم 1998–99 في المرة الأولى لمدة موسم واحد ثم في موسم 2006–07 ليلعب معه خمسة مواسم ثم في موسم 2010–11 ليلعب معه أربعة مواسم، مشاركًا طوالها في 286 مباراة سجل خلالها 45 هدفًا. ثم انتقل إلى مكابي بتاح تكفا في موسم 2003–04 واستمر معه طيلة ثلاثة مواسم، حيث شارك في 59 مباراة سجل خلالها 9 أهداف. لينتقل بعدها إلى نادي ستاندارد لييج في موسم 2007–08 ولمدة موسمين، مشاركًا في 30 مباراة سجل خلالها 5 أهداف. ثم انتقل إلى نادي لاريسا في موسم 2009–10 لمدة موسم واحد، مشاركًا في 23 مباراة سجل خلالها هدفين. هذا وانتقل لاحقًا إلى Hapoel Bnei Lod F.C. ‏ في موسم 2014–15 لمدة موسم واحد، مشاركًا في 37 مباراة سجل خلالها 3 أهداف. ثم انتقل بعدها إلى Maccabi Sha'arayim F.C. ‏ في موسم 2015–16 ولمدة موسمين، مشاركًا في 29 مباراة سجل خلالها 3 أهداف أيضًا.

## روابط خارجية
- سليم طعمه على موقع اتحاد تركيا (لاعب) (الإنجليزية)
- سليم طعمه على موقع قاعدة بيانات كرة القدم.إي يو (الإنجليزية)
- سليم طعمه على موقع ناشيونال فوتبول تيمز (الإنجليزية)
- سليم طعمه على موقع AS.com (الإسبانية)